# پراتس د یوکانس
پراتس د یوکانس (به اسپانیایی: Prats de Lluçanès) یک شهرستان در اسپانیا است که در بارسلون واقع شده‌است.

## خصوصیات
پراتس د یوکانس ۱۳٫۸ کیلومترمربع مساحت و ۲٬۷۰۹ نفر جمعیت دارد و ۷۰۷ متر بالاتر از سطح دریا واقع شده‌است.